# Клименко, Виктор Иванович
Ви́ктор Ива́нович Климе́нко (26 января (7 февраля) 1875 — не ранее 1919) — русский гвардейский офицер, генерал-майор (1917), герой Первой мировой войны, Георгиевский кавалер.

## Биография
Из дворян. Уроженец Полтавской губернии. Православного вероисповедания.
Окончил в 1893 году в Полтаве Петровский Полтавский кадетский корпус и в 1895 году, в Санкт-Петербурге, Павловское военное училище по 1-му разряду (на военной службе с 01.09.1893). По окончании училища был произведен в подпоручики с зачислением по армейской пехоте и с прикомандированием к Лейб-гвардии Гренадерскому полку, расквартированному в Санкт-Петербурге. В мае 1896 года переведен в тот же полк. В декабре 1899 года произведен в поручики гвардии, в декабре 1903 года — в штабс-капитаны гвардии, в июне 1909 года — в капитаны гвардии. С февраля 1912 года — начальник учебной команды полка.  Был холост.
В Первую мировую войну вступил в рядах своего Лейб-гвардии Гренадерского полка (2-я гвардейская пехотная дивизия Гвардейского корпуса). Был удостоен ордена Святого Георгия 4-й степени — высшей военной награди Российской империи для офицеров.
В сентябре 1914 года был ранен в бою. В августе 1916 года лечился в Киев, в лазарете для тяжелораненых воинов, из которого был выписан 27 августа 1916 года в свой полк. 14 сентября 1916 года отравлен удушливыми газами (остался в строю).
В марте 1915 года произведен, на вакансию, из капитанов в полковники гвардии. Пожалован Георгиевским оружием.
В декабре 1916 года был назначен командиром 63-го пехотного Углицкого полка.
С 8 мая 1917 года — командующий бригадой 4-й Финляндской стрелковой дивизии, с 26 мая того же года — командующий бригадой 16-й пехотной дивизией.
20 июня 1917 года произведен в генерал-майоры, с утверждением в занимаемой должности.
В начале октября 1917 года генерал-майор Клименко был назначен командующим 153-й пехотной дивизией, украинизированной в составе 34-го армейского корпуса в лагерях близ Меджибожа и переименованной вскоре во 2-ю Украинскую пехотную дивизию 1-го Украинского армейского корпуса, перешедшего после Октябрьской революции в Петрограде в подчинение украинской Центральной Раде.
В конце 1917 года перешёл на службу в создаваемую армию Украинской народной республики. 17.04.1918 был назначен командиром Подольского корпуса армии УНР, однако в должность не вступал. В дальнейшем служил в армии Украинской державы. С 8 июня 1918 года командовал отдельной Сердюкской дивизией. 24 сентября того же года был переименован из генерал-майоров в генеральные хорунжие.
В ноябре–декабре 1918 года, во время антигетманского восстания, находился в Киеве. После взятия города повстанцами Директории УНР был интернирован и вскоре, поскольку не пожелал служить в украинской армии под командованием атамана Петлюры, но при этом был готов бороться с большевиками в составе «белой» армии Российского государства, получил разрешение на выезд в Германию (вслед за гетманом Скоропадским и уходящими оккупационными германскими войсками, в составе большой группы старших офицеров упразднённой украинской гетманской армии).
С 1919 года участвовал в гражданской войне на Севере России, — командовал 5-й Северной стрелковой бригадой на Северном фронте.
Дальнейшая судьба Виктора Ивановича Клименко не известна. По предположению Я. Ю. Тинченко, — погиб в плену у «красных».

## Награды
- Медаль «В память коронации Императора Николая II» (1896)[17]
- Медаль «За труды по первой всеобщей переписи населения» (1897)
- Орден Святого Станислава 3-й степени (ВП 06.12.1907)
- Орден Святой Анны 3-й степени (ВП 06.12.1911)
- Орден Святого Станислава 2-й степени (ВП 03.02.1912), — …за доведение строевых частей до отличного состояния, признанного таковым на трех инспекторских смотрах в течение трех лет кряду.
- Медаль «В память 100-летия Отечественной войны 1812 года» (1912)
- Медаль «В память 300-летия царствования Дома Романовых» (1913)
- Орден Святого Владимира 4-й степени с мечами и бантом (ВП 10.11.1914), — …за отличия в делах против неприятеля.
- Орден Святого Георгия 4-й степени (утв. ВП 30.01.1915), — …за то, что в бою 27 августа 1914 года у деревень Велька и Тарнавка, проявляя пример доблестного мужества, храбрости и самоотвержения, первый ворвался в неприятельский окоп, увлекая за собою других.[18]
- Бельгийский Орден Короны 5-го класса, кавалерский крест (02.12.1915)[19]
- Орден Святого Владимира 3-й степени с мечами (ВП 23.01.1916), — …за отличия в делах против неприятеля.
  - мечи к имеющемуся ордену Святого Станислава 2-й степени (утв. ВП 08.03.1916)
- Орден Святой Анны 2-й степени с мечами (утв. ВП 10.11.1916), — …за отличия в делах против неприятеля.
- Высочайшее благоволение (ВП 27.11.1916), — …за отличия в делах против неприятеля.
- Георгиевское оружие (утв. ВП 24.01.1917), — …за то, что временно командуя Лейб-гвардии Гренадерским полком, в боях с 6 по 11 июля 1915 года у с. Крупе, находясь под сильным ружейным, пулеметным и артиллерийским огнём, отбил целый ряд яростных атак превосходных сил противника и не уступил своей позиции.[20]
- Орден Святого Станислава 1-й степени с мечами (13.11.1919)[21]